# 嵐山鐵
嵐山 鐵（あらしやま てつ）は、日本の官能小説家。株式会社フランス書院が2006年に主催した第5回フランス書院文庫官能大賞において編集長特別賞を受賞しデビュー。

## 人物
官能小説家としてのデビューは、2007年9月の『婦人科診察室 人妻と女医と狼』である。同作品は第5回フランス書院文庫官能大賞において大賞・新人賞・特別賞のいずれにも選定されなかったが、衝撃的な内容であることから編集長特別賞に選定された『女医・淫靡なる玩具』が改稿されたものである。
フランス書院の紹介によれば、デビュー当時は大阪府在住の現役医師。応募前よりフランス書院文庫の官能小説を愛読していたという。

## 著書
- 婦人科診察室 人妻と女医と狼（2007年9月、フランス書院）
- 触診 悪魔の婦人科医（2008年2月、フランス書院）
- 凌色魔獄病棟 人妻と女医と大学病院（2008年11月、フランス書院）
- 強奪夜 未亡人と美娘と監禁犯（2011年5月、フランス書院）